# Аврам Балабан
Аврам Продром Балабан (Балабанидис, Балабаноглу, на гръцки: Αβραάμ Βαλαβανίδης, Авраам Валаванидис) е османски лекар, хирург.

## Биография
Роден е в 1865 година в кападокийската гръцка паланка Андроникио, Османската империя. В 1890 година завършва Медицинския факултет в Цариград. Работи като хирург и гинеколог в Созопол, след това става общински доктор в Охрид, Струга, Прищина и Елбасан. В 1899 година се установява в Битоля, където отваря клиника с операционна зала и няколко болнични легла. Отваря и аптека край Дървен пазар, в близост до Йени хамам. Работи и в болницата „Благовещение“. По време на Балканските войни се заразява с тиф и умира.
Внукът му Диогенис Валаванидис е виден сръбски общественик.